# 北広島町

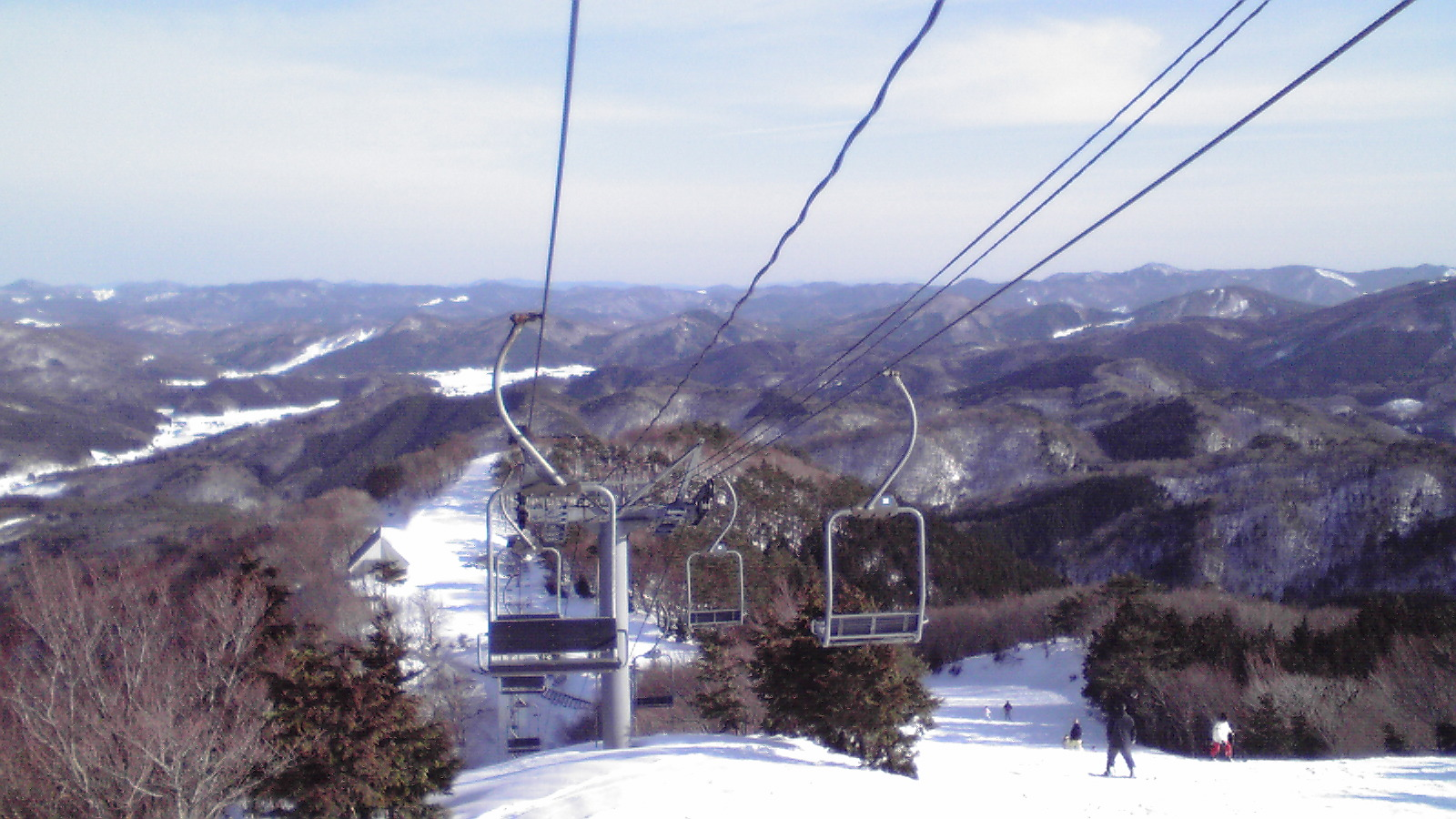
芸北高原大佐スキー場

北広島町（きたひろしまちょう）は、広島県の北西部に位置する町。山県郡。町としては中国地方で最も広い面積を有する自治体である。

## 地理
- 山系: 中国山地の1000メートル級の山々が島根県との県境に連なる[1]。町内の最高峰は刈尾山（標高1223.4m）[1]。
- 河川: 太田川と江の川水系の源流域にあたる[1]。

### 気候
- 日本海側気候で、豪雪地帯に指定されており冬は根雪となる。標高774mの東八幡原にあるアメダス八幡は、平年の降雪量が5mを超えることもある。また西日本最寒の地とも言われ、1977年2月19日には-28.0度という低温が観測されている[2]。
- 市街地と北西部では気候に大きな違いが見られる。北西部の芸北ではほぼ毎年根雪となっており、4月や11月の積雪も珍しくない。また、真冬には2メートル越えの積雪を観測したこともある。

| 大朝（1991年 - 2020年）の気候      | 大朝（1991年 - 2020年）の気候 | 大朝（1991年 - 2020年）の気候 | 大朝（1991年 - 2020年）の気候 | 大朝（1991年 - 2020年）の気候 | 大朝（1991年 - 2020年）の気候 | 大朝（1991年 - 2020年）の気候 | 大朝（1991年 - 2020年）の気候 | 大朝（1991年 - 2020年）の気候 | 大朝（1991年 - 2020年）の気候 | 大朝（1991年 - 2020年）の気候 | 大朝（1991年 - 2020年）の気候 | 大朝（1991年 - 2020年）の気候 | 大朝（1991年 - 2020年）の気候 |
| 月                                 | 1月                           | 2月                           | 3月                           | 4月                           | 5月                           | 6月                           | 7月                           | 8月                           | 9月                           | 10月                          | 11月                          | 12月                          | 年                            |
| ---------------------------------- | ----------------------------- | ----------------------------- | ----------------------------- | ----------------------------- | ----------------------------- | ----------------------------- | ----------------------------- | ----------------------------- | ----------------------------- | ----------------------------- | ----------------------------- | ----------------------------- | ----------------------------- |
| 最高気温記録 °C （°F）             | 16.3 (61.3)                   | 19.3 (66.7)                   | 23.1 (73.6)                   | 29.7 (85.5)                   | 32.0 (89.6)                   | 33.4 (92.1)                   | 36.2 (97.2)                   | 35.9 (96.6)                   | 34.9 (94.8)                   | 29.0 (84.2)                   | 25.2 (77.4)                   | 18.9 (66)                     | 36.2 (97.2)                   |
| 平均最高気温 °C （°F）             | 5.0 (41)                      | 6.4 (43.5)                    | 11.0 (51.8)                   | 17.2 (63)                     | 22.2 (72)                     | 25.0 (77)                     | 28.3 (82.9)                   | 29.5 (85.1)                   | 25.4 (77.7)                   | 19.9 (67.8)                   | 14.0 (57.2)                   | 7.8 (46)                      | 17.7 (63.9)                   |
| 日平均気温 °C （°F）               | 0.6 (33.1)                    | 1.3 (34.3)                    | 4.8 (40.6)                    | 10.4 (50.7)                   | 15.5 (59.9)                   | 19.5 (67.1)                   | 23.4 (74.1)                   | 24.1 (75.4)                   | 19.9 (67.8)                   | 13.6 (56.5)                   | 7.8 (46)                      | 2.8 (37)                      | 12.0 (53.6)                   |
| 平均最低気温 °C （°F）             | −3.5 (25.7)                   | −3.5 (25.7)                   | −1.0 (30.2)                   | 3.4 (38.1)                    | 8.8 (47.8)                    | 14.5 (58.1)                   | 19.4 (66.9)                   | 19.7 (67.5)                   | 15.2 (59.4)                   | 8.0 (46.4)                    | 2.4 (36.3)                    | −1.5 (29.3)                   | 6.8 (44.2)                    |
| 最低気温記録 °C （°F）             | −15.7 (3.7)                   | −18.1 (−0.6)                  | −13.0 (8.6)                   | −6.2 (20.8)                   | −2.0 (28.4)                   | 3.0 (37.4)                    | 6.8 (44.2)                    | 10.7 (51.3)                   | 1.4 (34.5)                    | −2.0 (28.4)                   | −5.2 (22.6)                   | −14.7 (5.5)                   | −18.1 (−0.6)                  |
| 降水量 mm （inch）                 | 120.8 (4.756)                 | 109.9 (4.327)                 | 140.0 (5.512)                 | 136.4 (5.37)                  | 158.6 (6.244)                 | 214.2 (8.433)                 | 276.7 (10.894)                | 163.2 (6.425)                 | 202.0 (7.953)                 | 112.6 (4.433)                 | 91.0 (3.583)                  | 129.3 (5.091)                 | 1,852.7 (72.941)              |
| 降雪量 cm （inch）                 | 125 (49.2)                    | 102 (40.2)                    | 28 (11)                       | 0 (0)                         | 0 (0)                         | 0 (0)                         | 0 (0)                         | 0 (0)                         | 0 (0)                         | 0 (0)                         | 1 (0.4)                       | 65 (25.6)                     | 319 (125.6)                   |
| 平均降水日数 （≥1.0 mm）           | 15.9                          | 14.6                          | 13.9                          | 10.9                          | 9.9                           | 12.0                          | 13.5                          | 10.5                          | 11.0                          | 8.4                           | 10.3                          | 15.5                          | 146.6                         |
| 平均月間日照時間                   | 70.8                          | 91.4                          | 144.6                         | 178.7                         | 207.2                         | 152.1                         | 152.3                         | 181.3                         | 148.7                         | 155.7                         | 118.3                         | 82.6                          | 1,690.6                       |
| 出典1：Japan Meteorological Agency |                               |                               |                               |                               |                               |                               |                               |                               |                               |                               |                               |                               |                               |
| 出典2：気象庁                      |                               |                               |                               |                               |                               |                               |                               |                               |                               |                               |                               |                               |                               |

| 八幡（1991年 - 2020年）の気候      | 八幡（1991年 - 2020年）の気候 | 八幡（1991年 - 2020年）の気候 | 八幡（1991年 - 2020年）の気候 | 八幡（1991年 - 2020年）の気候 | 八幡（1991年 - 2020年）の気候 | 八幡（1991年 - 2020年）の気候 | 八幡（1991年 - 2020年）の気候 | 八幡（1991年 - 2020年）の気候 | 八幡（1991年 - 2020年）の気候 | 八幡（1991年 - 2020年）の気候 | 八幡（1991年 - 2020年）の気候 | 八幡（1991年 - 2020年）の気候 | 八幡（1991年 - 2020年）の気候 |
| 月                                 | 1月                           | 2月                           | 3月                           | 4月                           | 5月                           | 6月                           | 7月                           | 8月                           | 9月                           | 10月                          | 11月                          | 12月                          | 年                            |
| ---------------------------------- | ----------------------------- | ----------------------------- | ----------------------------- | ----------------------------- | ----------------------------- | ----------------------------- | ----------------------------- | ----------------------------- | ----------------------------- | ----------------------------- | ----------------------------- | ----------------------------- | ----------------------------- |
| 降水量 mm （inch）                 | 188.5 (7.421)                 | 158.5 (6.24)                  | 176.5 (6.949)                 | 152.8 (6.016)                 | 176.3 (6.941)                 | 248.6 (9.787)                 | 357.6 (14.079)                | 217.1 (8.547)                 | 243.2 (9.575)                 | 145.2 (5.717)                 | 140.8 (5.543)                 | 216.0 (8.504)                 | 2,424.6 (95.457)              |
| 降雪量 cm （inch）                 | 201 (79.1)                    | 167 (65.7)                    | 87 (34.3)                     | 9 (3.5)                       | 0 (0)                         | 0 (0)                         | 0 (0)                         | 0 (0)                         | 0 (0)                         | 0 (0)                         | 7 (2.8)                       | 132 (52)                      | 605 (238.2)                   |
| 平均降水日数 （≥1.0 mm）           | 19.3                          | 16.6                          | 15.1                          | 11.9                          | 11.1                          | 13.3                          | 14.0                          | 11.5                          | 12.2                          | 10.5                          | 13.2                          | 17.7                          | 166.2                         |
| 出典1：Japan Meteorological Agency |                               |                               |                               |                               |                               |                               |                               |                               |                               |                               |                               |                               |                               |
| 出典2：気象庁                      |                               |                               |                               |                               |                               |                               |                               |                               |                               |                               |                               |                               |                               |

### 隣接している自治体・行政区
広島県
- 広島市（安佐北区）
- 安芸高田市
- 山県郡安芸太田町

島根県
- 益田市
- 浜田市
- 邑智郡邑南町

## 歴史
- 2005年2月1日 山県郡大朝町・芸北町・千代田町、豊平町が合併して北広島町が発足。

## 行政
歴代町長
| 代   | 氏名     | 就任日        | 退任日        |
| ---- | -------- | ------------- | ------------- |
| 初代 | 竹下正彦 | 2005年3月13日 | 2013年3月12日 |
| 2代  | 箕野博司 | 2013年3月13日 | 現職（4期目） |

- 副町長：畑田正法[6]
- 教育長：増田隆[7]（2024年4月1日 - 、任期3年、2025年再任[8]）[9]

### 市町村合併
町役場は、旧千代田町役場に置かれた。警察は、旧芸北町が加計警察署、その他が可部警察署の管轄であったが、2005年2月1日の市町村合併と同時に移管され、全域が加計警察署（現在は山県警察署）の管轄となった。

## 議会

### 北広島町議会
- 定数：12人
- 任期：2025年3月13日 - 2029年3月12日
- 議長：湊 俊文[10]

### 広島県議会
2022年広島県議会議員補欠選挙
- 選挙区：山県郡選挙区
- 定数：1人
- 任期：2022年4月24日 - 2023年4月29日
- 投票日：2022年4月24日

| 候補者名 | 当落 | 年齢 | 所属党派 | 新旧別 | 得票数 |
| -------- | ---- | ---- | -------- | ------ | ------ |
| 本長糧太 | 当   | 48   | 無所属   | 現     | 無投票 |

2019年広島県議会議員選挙
- 選挙区：山県郡選挙区
- 定数：1人
- 投票日：2019年4月7日

| 候補者名 | 当落 | 年齢 | 所属党派   | 新旧別 | 得票数 | 備考                |
| -------- | ---- | ---- | ---------- | ------ | ------ | ------------------- |
| 宮本新八 | 当   | 59   | 自由民主党 | 現     | 無投票 | 2022年3月15日に辞職 |

### 衆議院
- 選挙区：広島3区（広島市（安佐南区、安佐北区）、安芸高田市、山県郡）
- 任期：2021年10月31日 - 2025年10月30日
- 投票日：2021年10月31日
- 当日有権者数：360,198人
- 投票率：51.07％

| 当落 | 候補者名       | 年齢 | 所属党派                            | 新旧別 | 得票数   | 重複 |
| ---- | -------------- | ---- | ----------------------------------- | ------ | -------- | ---- |
| 当   | 斉藤鉄夫       | 69   | 公明党                              | 前     | 97,844票 |      |
|      | ライアン真由美 | 58   | 立憲民主党                          | 新     | 53,143票 | ○    |
|      | 瀬木寛親       | 57   | 日本維新の会                        | 新     | 18,088票 | ○    |
|      | 大山宏         | 73   | 無所属                              | 新     | 3,559票  |      |
|      | 矢島秀平       | 29   | NHKと裁判してる党弁護士法72条違反で | 新     | 2,789票  | ○    |
|      | 玉田憲勲       | 64   | 無所属                              | 新     | 2,251票  |      |

## 財政

### 平成18年度
- 財政力指数 0.33 広島県市町村平均　0.58
- 経常収支比率　97.0%　広島県市町村平均　93.5%　財政硬直化が進んでいる
- 標準財政規模　92億3900万円
- 一般会計歳入　153億2300万円
- 一般会計歳出　149億3800万円
- 人件費一人当たり人件費物件費等決算額　20万1103円　広島県市町村平均　12万4319円
- 人口1000人当たり職員数　15.43人　広島県市町村平均　8.32人　職員数が過剰である
- ラスパイレス指数 93.6%  全国町村平均　93.9
- 人口一人当たり地方債現在高　115万3846円　（普通会計分の債務のみ）
- 実質公債費比率　22.3%　全国市町村平均15.1%　18%を超えているので起債には許可が必要

地方債の残高
- 1普通会計分の地方債残高　240億7400万円
- 2特別会計分の地方債（企業債）残高　141億2600万円
  - 主な内訳　農業集落排水事業分　40億6700万円　簡易水道事業分　27億1400万円　下水道事業（公共）分　22億9800万円　下水道事業（特環）　24億8100万円　病院会計分　12億3700万円
- 3関係する一部事務組合分の地方債残高　18億7500万円
  - 内訳　芸北広域環境施設組合　11億4100万円（負担金割合　35.3%）　山県郡西部衛生組合　7億3400万円（負担金割合　13.6%）
- 4第3セクター等の債務　5億9400万円　（北広島土地開発公社分）

地方債の残高合計（普通会計分＋特別会計分）　382億円　
- 北広島町民一人あたりの地方債残高　183万0905円

## 経済

### 産業

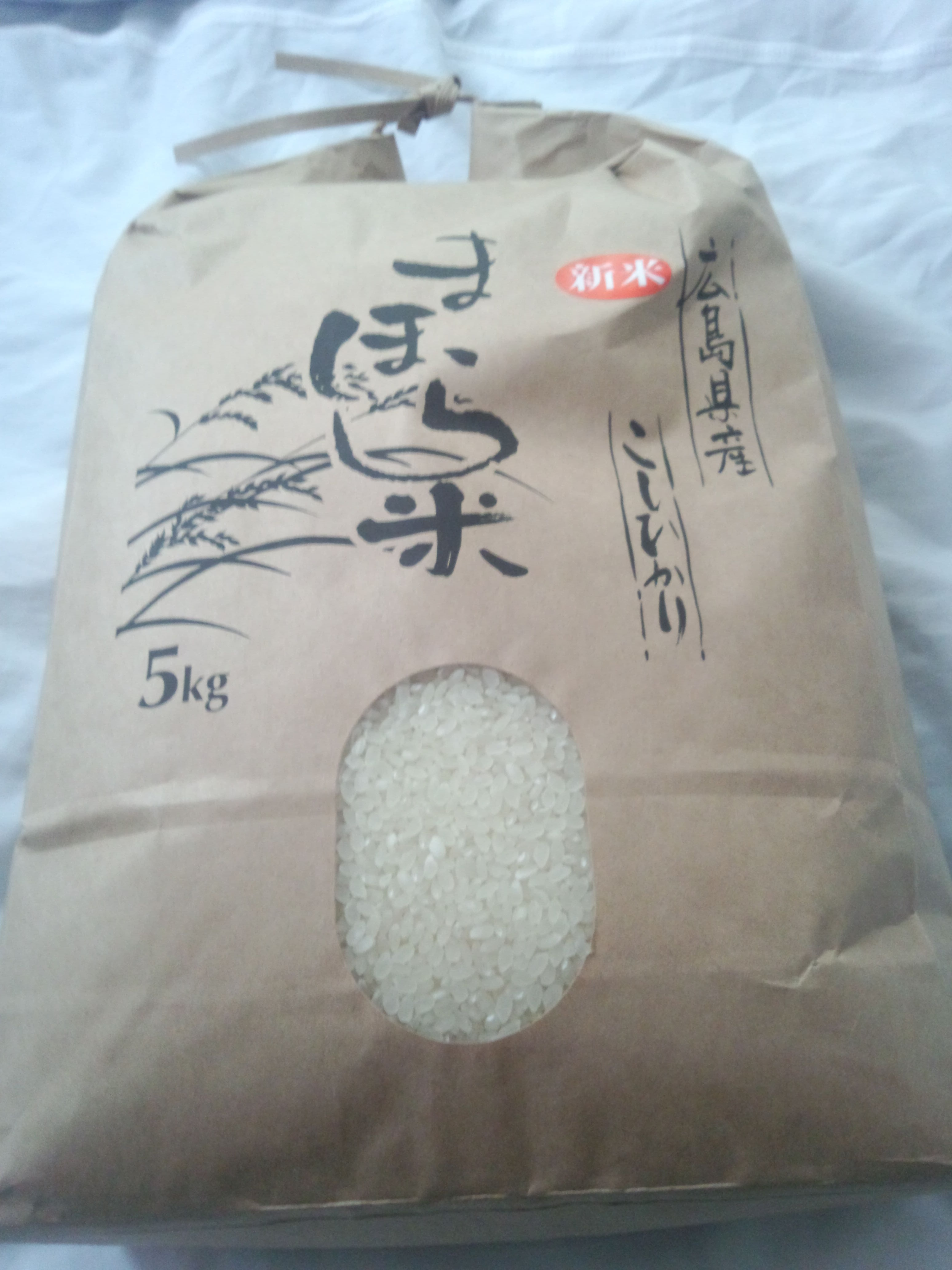
町内で生産されているコシヒカリ

- 農業
- 林業
- 観光産業
  - スキー場

#### 特産品
- 農産物（野菜、米、ゆず、など）
- 農産加工品

#### 地酒
- 八重の露（やえのつゆ）
- 老亀（おいがめ）

### 主な商業施設
千代田地区を中心にスーパーやドラッグストアなどが出店されている。
- 千代田ショッピングセンター「サンクス」

フレスタの子会社である、株式会社コムズが運営するショッピングセンター。
フレスタサンクス店、エディオン千代田店、ガスト広島千代田店などが入居。
- アルゾ千代田店
- ウォンツ千代田店
- ドラッグストアコスモス千代田店
- ザグザグ千代田店
- ジュンテンドー千代田店

### 金融機関
- 広島銀行千代田支店
- もみじ銀行千代田支店
- 広島市信用組合千代田支店
- 広島市信用組合大朝支店
- ひろしま農業協同組合千代田支店
- ひろしま農業協同組合大朝支店
- 広島市農業協同組合豊平支店
- 広島市農業協同組合芸北支店

## 地域

### 人口
北広島町は、多くの中国山地の自治体と同じく1965年以降人口が減少傾向にある。一方で中心地である旧千代田町には中国自動車道千代田インターチェンジがあり、平坦な土地が比較的大きく、工業団地が建設されたため人口減少は緩やかだった。
| |                                          |  |
| 北広島町と全国の年齢別人口分布（2005年） | 北広島町の年齢・男女別人口分布（2005年） |  |
| ■紫色 ― 北広島町 ■緑色 ― 日本全国 | ■青色 ― 男性 ■赤色 ― 女性                |  |
| 北広島町（に相当する地域）の人口の推移 \| 1970年（昭和45年） \| 25,682人 \| \| \| 1975年（昭和50年） \| 24,229人 \| \| \| 1980年（昭和55年） \| 23,743人 \| \| \| 1985年（昭和60年） \| 23,183人 \| \| \| 1990年（平成2年） \| 22,926人 \| \| \| 1995年（平成7年） \| 22,458人 \| \| \| 2000年（平成12年） \| 21,929人 \| \| \| 2005年（平成17年） \| 20,857人 \| \| \| 2010年（平成22年） \| 19,969人 \| \| \| 2015年（平成27年） \| 18,918人 \| \| \| 2020年（令和2年） \| 17,763人 \| \| |                                          |  |
| 総務省統計局 国勢調査より |                                          |  |
| 1970年（昭和45年） | 25,682人                                 |  |
| 1975年（昭和50年） | 24,229人                                 |  |
| 1980年（昭和55年） | 23,743人                                 |  |
| 1985年（昭和60年） | 23,183人                                 |  |
| 1990年（平成2年） | 22,926人                                 |  |
| 1995年（平成7年） | 22,458人                                 |  |
| 2000年（平成12年） | 21,929人                                 |  |
| 2005年（平成17年） | 20,857人                                 |  |
| 2010年（平成22年） | 19,969人                                 |  |
| 2015年（平成27年） | 18,918人                                 |  |
| 2020年（令和2年） | 17,763人                                 |  |

旧4町の人口推移（国勢調査）
| 1965年の人口比 1965年国勢調査 4町合計：35696人 芸北町：7,223人 (20.2%) 大朝町：6,485人 (18.2%) 千代田町：13,458人 (37.7%) 豊平町：8,530人 (23.9%) | 合併前の人口比 2000年国勢調査 4町合計：21929人 芸北町：2958人 (13.5%) 大朝町：3782人 (17.2%) 千代田町：10721人 (48.9%) 豊平町：4468人 (20.4%) | 2015年の人口比 2015年末住民基本台帳 4町合計：18918人 旧芸北町：2373人 (12.2%) 旧大朝町：2983人 (15.3%) 旧千代田町：10412人 (53.5%) 旧豊平町：3687人 (19.0%) |

### 教育

#### 高等学校
- 広島県立加計高等学校芸北分校
- 広島県立千代田高等学校
- 新庄学園（広島新庄高等学校）

#### 中学校
- 北広島町立千代田中学校
- 北広島町立芸北中学校
- 北広島町立大朝中学校
- 新庄学園（広島新庄中学校）

#### 小学校
- 北広島町立川迫小学校
- 北広島町立八重小学校
- 北広島町立八重東小学校
- 北広島町立壬生小学校
- 北広島町立本地小学校
- 北広島町立大朝小学校
- 北広島町立新庄小学校
- 北広島町立芸北小学校

#### 義務教育学校
- 北広島町立豊平学園

## 交通

### 鉄道
鉄道路線は存在しない。最寄り駅は可部線可部駅で同駅のほか広島駅からバスが出ている。

### バス

#### 高速バス
- 広島ドリーム名古屋号（JR東海バス・JRバス中国）：千代田インター - 名古屋駅
- 浜田道エクスプレス大阪号（JRバス中国）：大朝インター - 千代田インター - 大阪駅
- いさりび号（高速広浜線）（石見交通・JRバス中国）：広島駅新幹線口・広島バスセンター方面 - 千代田西 - 大朝インター - 浜田駅方面
- 広島 - 三次 - 庄原 - 東城線（広島電鉄・備北交通）：広島駅新幹線口・広島バスセンター方面 - 千代田インター - 三次駅前方面
- 石見銀山号（石見交通）：広島駅新幹線口・広島バスセンター - 新庄上市（大朝） - 鳴滝 - 田所・大田市駅・大田バスセンター方面

#### 一般路線バス
路線バスと定時運行型デマンドバス「ホープタクシー」が運行されている。
- 広電バス
  - 73 豊平・琴谷線：琴谷車庫 - 豊平支所 - 豊平診療所 - 鈴張落合 - 安佐営業所・可部駅・広島バスセンター方面
- 広島交通
  - 今吉田線：今吉田公民館 - 安佐営業所前・可部駅方面
  - 可部・千代田線：（千代田高校前 - ）千代田インター - 北広島町役場前 - 明神峠 - 鈴張・飯室・勝木・可部駅方面

- 総企バス
  - 才乙線
  - 溝口線
  - 八幡線
  - 加計戸河内線
  - 芸北あき亀山線（飯室芸北線）
  - 千代田芸北・金城線
- 大朝交通
  - 美和線
  - 大朝千代田線
- 邑南町営バス
  - 大朝線：大朝駅 - 大朝インター - 田所駅
- 八重タクシー
  - 千代田巡回バス 畑壬生線
  - 千代田巡回バス 寺原今田線
- 壬生交通
  - 千代田巡回バス 川戸壬生線
- 豊平交通
  - 吉木長笹線
  - 今吉田線
  - 下石線
  - 豊平千代田線

- 定時運行型デマンドバス「ホープタクシー」
  - 芸北（八幡・雄鹿原・中野エリア / 美和エリア）
  - 大朝（大朝エリア）
  - 千代田（北部エリア / 南部エリア / 西部エリア）
  - 豊平（北部エリア / 南部エリア）

- ちよだタクシー
- 北広島タクシー

### 道路
高速道路
- 中国自動車道:千代田IC - 千代田JCT
- 浜田自動車道:千代田JCT - 大朝IC - 寒曳山PA

一般国道
- 国道186号
- 国道191号
- 国道261号
- 国道433号
- 国道434号

道の駅
- 道の駅豊平どんぐり村（広島県道40号安佐豊平芸北線）
- 道の駅舞ロードIC千代田（広島県道5号浜田八重可部線）

## 通信

### 市外局番
市外局番は、全域0826であるが、市内局番によって料金区域が異なっているため、両区域間の相互通話は隣接料金(90秒10円)で、市外局番が必要である。
- 旧芸北町区域：20～39（加計MA）
- 上記を除く区域：60～89（千代田MA）

### 郵便番号
郵便番号は、以下の通りとなっている。
- 千代田郵便局：731-15xx
- 大朝郵便局：731-21xx
- 豊平郵便局：731-17xx、731-12xx
- 芸北郵便局：731-23xx、731-22xx
- 雄鹿原郵便局：731-24xx、731-25xx
- 加計郵便局（安芸太田町）：731-35xx、731-34xx、731-36xx

### 町営ケーブルテレビ局
かつてはきたひろネット の運営をしていたが、2022年4月「ちゅピCOM」へ業務が引き継ぎがれ、「ちゅピCOM北広島支局」となっている。

## 名所・旧跡・観光スポット・祭事・催事

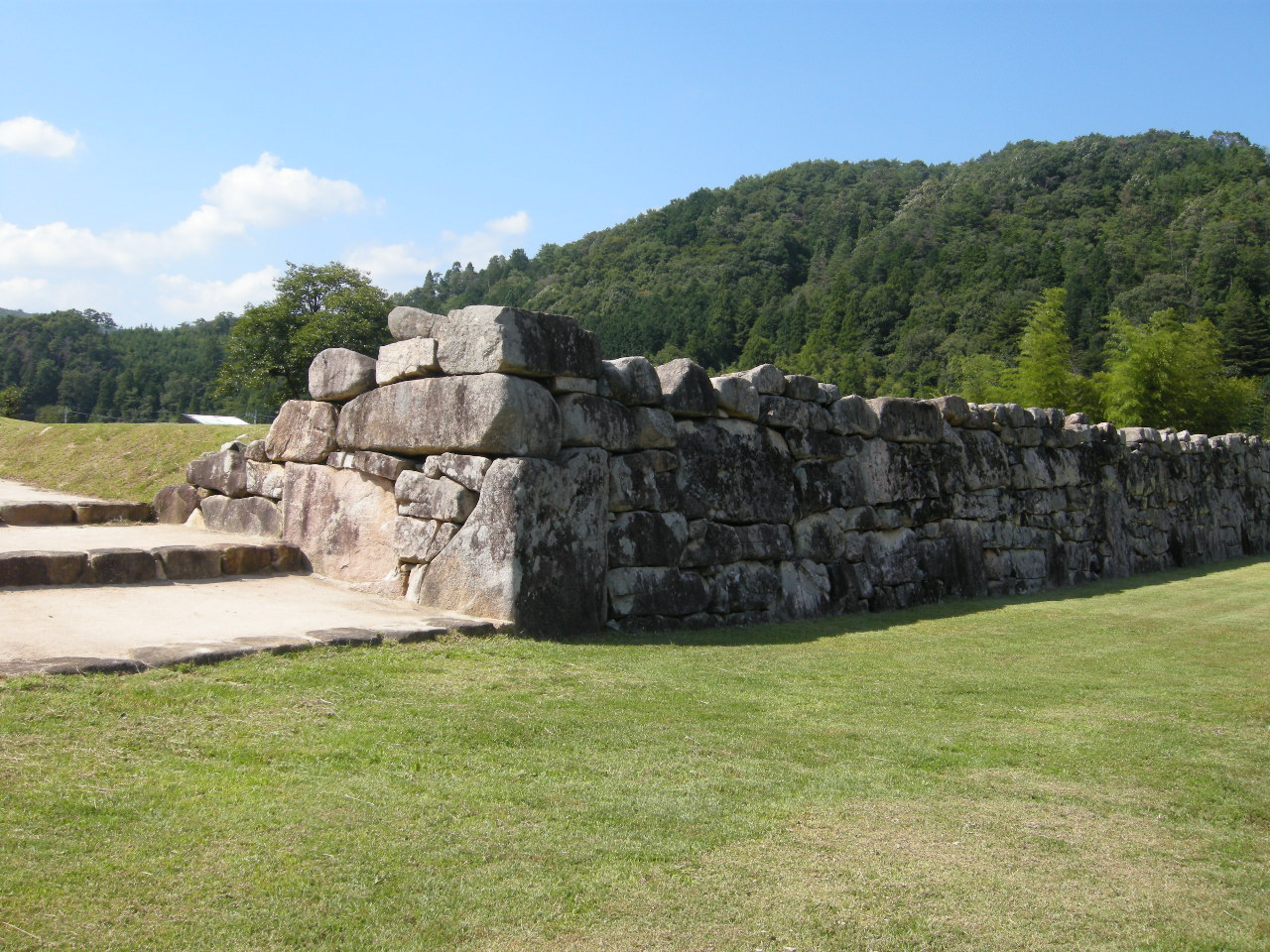
吉川元春館跡

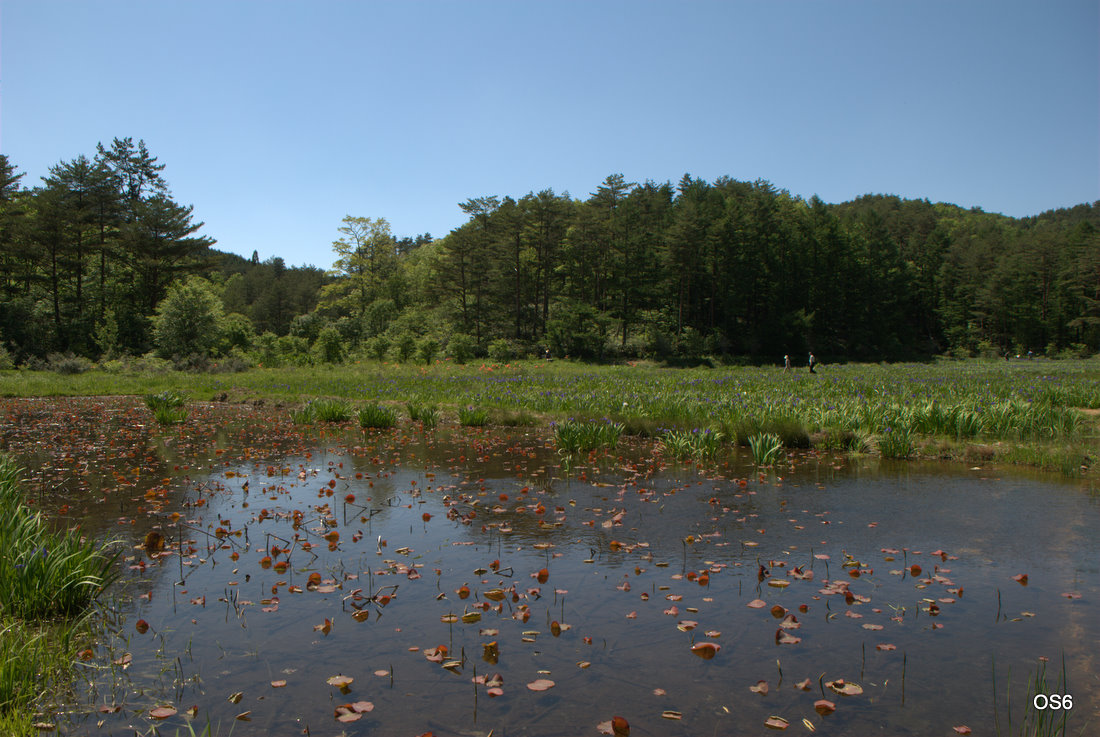
八幡湿原

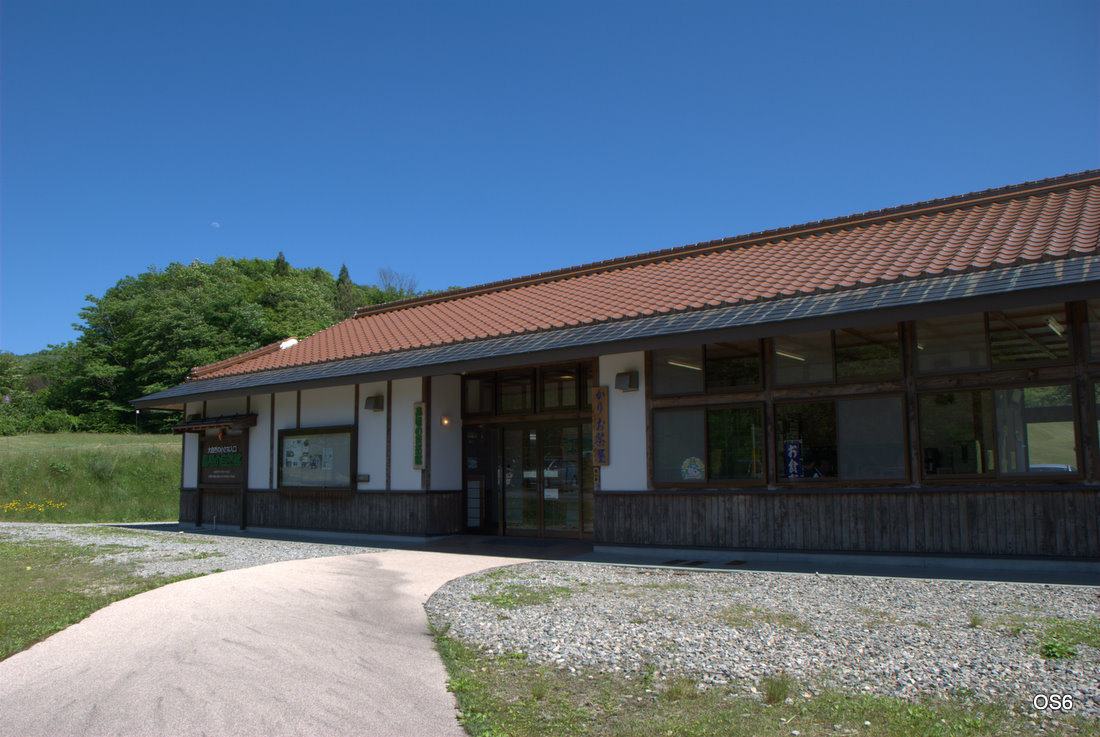
芸北高原の自然館

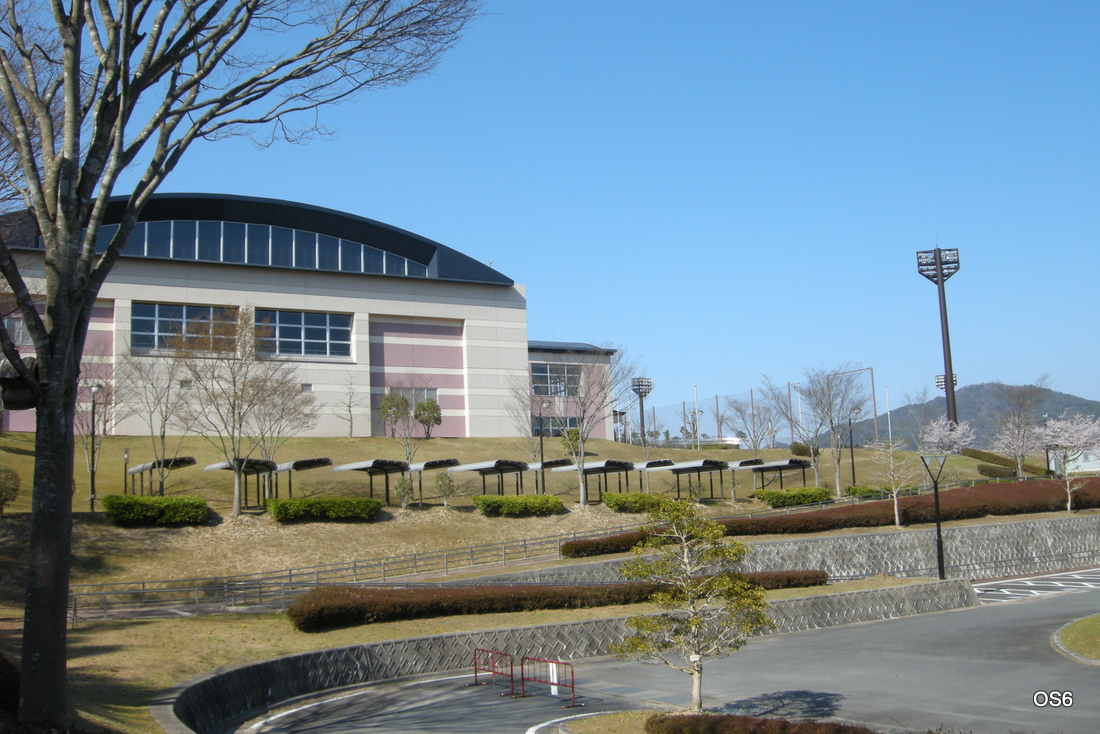
千代田運動公園

### 名所
- 吉川氏城館跡（駿河丸城跡（国の史跡）・小倉山城跡（国の史跡）・日山城跡（国の史跡）・吉川元春館跡（国の史跡）・西禅寺跡・万徳院跡（旧万徳院庭園）・洞仙寺跡・常仙寺跡・松本屋敷跡）
- 有田城跡
- 龍山八幡神社
- 枝の宮八幡神社
- 古保利薬師堂・千代田歴史民俗資料館
- 坤束製鉄遺跡・鉄のふるさと公園

### 観光スポット
スキー場
- 芸北高原大佐スキー場
- 芸北文化ランド
- スキーパーク寒曳
- 芸北国際スキー場
- やわたハイランド191リゾート
- ユートピアサイオト

カフェ
- 芸北ぞうさんカフェ
- 野の花かふぇ
- cocoloya

温泉
- 養老温泉
- 千代田温泉
- 広島北ホテル
- おおあさ鳴滝露天温泉
- 芸北温泉
- 田原温泉5000年風呂
- おおあさ寒曳温泉
- 龍頭温泉

キャンプ場
- 聖湖キャンプ場
- 二川キャンプ場

野球場
- 豊平どんぐりスタジアム
- 千代田運動公園野球場

宿泊施設
- 大杉屋旅館
- 京屋旅館

研修宿泊施設
- アザレア
- グリーンヒルおおあさ

### 催事
- 壬生の花田植（重要無形民俗文化財）
- 安芸のはやし田（重要無形民俗文化財）
- 本地の花笠踊り[16]

## 著名な出身者
- 靉光（あいみつ。画家で、旧壬生町出身。代表作は『眼のある風景』。将来を嘱望されていたが、中国上海で戦病死。戦没芸術家として知られる。）
- 上原轍三郎（農業経済学者、学校法人北海学園理事長・北海学園大学初代学長）
- 大佐古一郎（ジャーナリスト）
- 大田洋子（小説家）
- 北藤勇（国際ジャーナリスト、火山追跡者）
- 古川正雄（慶應義塾初代塾長）
- 堀田奈津水（元気象キャスター）
- 三島哲男 (三島食品創業者)
- MEG（歌手、モデル、ファッションデザイナー）
- 渡辺忠雄（旧大朝町出身。元衆議院議員・広島市長）
- 箕野博司（北広島町長）

## 北広島町を舞台とする作品

### 絵本
- 児玉辰春文、長澤靖絵『かえってきたつりがね』鈴木出版、1996年 - 題材となった釣り鐘は、北広島町の浄土寺にある。